# Franz Bopp
Franz Bopp (Mogúncia, 1791 — Berlim, 1867) foi um linguista alemão e professor de filologia e sânscrito na Universidade de Berlim.
Foi um dos principais criadores da gramática comparada, em Sobre o sistema de conjugação do sânscrito comparado aos das línguas grega, latina, persa e germânica (1816) demonstrou a afinidade genética que existe entre essas línguas, deduzindo os princípios gerais de sua formação. Sua monumental Gramática comparada das línguas indo-europeias (1833-1852), traduzida para o francês por Michel Bréal, exerceu uma influência profunda.

## Biografia
Franz Bopp nasceu na Mogúncia, mas devido à desorganização política daquela época, seus pais se mudaram para Aschafemburgo. Lá, ele recebeu uma educação liberal no Liceu, e Karl J. Windischmann chamou sua atenção para as linguagens e para a literatura do oriente (Windischmann, juntamente com Georg Friedrich Creuzer, Johann Joseph von Görres, e os irmãos Schlegel, expressaram grande entusiasmo pela sabedoria e filosofia indiana). Além do mais, o livro de Friedrich Schlegel, Über die Sprache und Weisheit der Indier (Sobre a língua e sabedoria dos indianos, 1808), que havia começado a exercer uma forte influência na mente de filósofos e historiadores alemães, não falhou em estimular o interesse de Bopp pela sagrada língua dos Hindus.
Em 1812, Bopp foi a Paris à custa do governo da Baviera, com o objetivo de se devotar ao estudo de sânscrito. Lá, ele teve a oportunidade de conviver com ilustres pensadores, como Antoine-Léonard de Chézy (seu primeiro instrutor), Silvestre de Sacy, Louis Mathieu Langlès e, acima de todos, Alexander Hamilton (1762-1824), primo do importante político americano de mesmo nome, que quando na Índia, se familiarizou com o sânscrito, criando, juntamente com Langlè, um catálogo descritivo dos manuscritos de sânscrito da biblioteca imperial.
Na biblioteca, Bopp teve acesso, não apenas a uma rica coleção de manuscritos de sânscrito (a maioria trazido da Índia por Jean François Pons no início do século XVIII), mas também aos livros de sânscrito que na época foram emitidos pelas imprensas de Calcutá e Serampore. Ele passou cinco anos de árduos estudos, praticamente morando nas bibliotecas de Paris e impassível aos tumultos que agitavam o mundo ao redor dele, incluindo a fuga de Napoleão, a campanha de Waterloo e Restauração.

### Carreira
O primeiro artigo de seus anos de estudo em Paris apareceu em Frankfurt am Main em 1816, com o título Über das Conjugationssystem der Sanskritsprache in Vergleichung mit jenem der griechischen, lateinischen, persischen und germanischen Sprache (Sobre o sistema de conjugação do sânscrito em comparação com o do grego, latim, persa e germânico) (em que Windischmann contribuiu com um prefácio). Nesse primeiro livro, Bopp envolveu-se completamente no trabalho em que ele focaria as pesquisas filológicas de sua vida inteira. Não necessitou provar o parentesco comum do Sânscrito com o persa, grego, latim ou alemão, pois estudiosos de antes haviam há muito o estabelecido. Seu objetivo era traçar a origem comum das formas gramaticais dessas linguagens, de suas flexões às suas composições, uma tarefa que nenhum antecessor havia tentado. Através de uma análise histórica dessas formas, e suas aplicações ao verbo, ele compôs os primeiros materiais fidedignos para a história comparativa das línguas.
Depois de uma breve permanência na Alemanha, Bopp viajou a Londres onde ele conheceu os ingleses Charles Wilkins, famoso orientalista, e Henry Thomas Colebrookee, linguista. Ele também fez amizade com Wilhelm von Humboldt, na época embaixador prussiano no Palácio de St. James, a quem ensinou o Sânscrito. Ele expôs, dentro do livro Annals of Oriental Literature (Anais da literatura oriental), uma redação intitulada "Comparação Analítica das Línguas Sânscrita, Grega, Latina e Germânica" e estendeu para todas as partes da gramática o que havia feito em seu primeiro livro com a análise do verbo. Ele havia anteriormente publicado uma edição crítica, com uma tradução para o latim e anotações, da história de Nala e Damayanti (Londres, 1819), personagens da mitologia Hindu que faziam parte do épico indiano Maabárata. Mais episódios da Maabárata, Indralokâgama e outros três (Berlim, 1824); Dilúvio, e três demais (Berlim, 1829); uma nova edição de Nala (Berlim, 1832) - foram publicados em sequência, dos quais todos, com August Wilhelm von Schlegel e sua edição de Bagavadguitá (1823), provaram ser excelentes recursos para introduzir o jovem estudante para a leitura dos textos em sânscrito. Na publicação completa de Maabárata, Bopp descontinuou a edição de textos em sânscrito e fechou-se exclusivamente para investigações gramaticais.
Após uma pequena estadia em Göttingen, Bopp recebeu, sob recomendação de Humboldt, a nomeação para a cadeira de Sânscrito e gramática comparativa em Berlim em 1821, a qual ele ocupou pelo resto de sua vida. Ele também tornou-se membro da Academia de Ciências da Prússia no ano seguinte.
Em 1827, publicou seu artigo Ausführliches Lehrgebäude der Sanskritsprache (Sistema detalhado da língua sânscrita), no qual havia trabalhado desde 1821. Bopp começou a trabalhar em uma nova edição em latim durante o próximo ano, que seria completada somente em 1832; uma gramática menor apareceu em 1834. No mesmo período ele compilou Glossário de sânscrito e latim (1830) no qual, mais especificamente na segunda e terceira edição (1847 e 1868-71, respectivamente), ele também abrangeu o tópico de línguas cognitivas. Sua principal tarefa, porém, centrava-se na elaboração de sua Gramática Comparativa, que apareceu dividida em seis partes durante muitos intervalos (Berlim, 1833, 1835, 1742, 1847, 1849, 1852), sob o título de Vergleichende Grammatik des Sanskrit, Zend, Griechischen, Lateinischen, Litthauischen, Altslawischen, Gotischen und Deutschen (Gramática comparativa do sânscrito, avéstico, grego, latim, lituânio, eslavo antigo, gótico e alemão).
O modo que Bopp amadureceu esse trabalho vem da série de monografias impressas em Transactions of the Berlin Academy (Transações da Academia de Berlim) (1824-1831), que o precedeu. Eles possuíam o título Vergleichende Zergliederung des Sanskrits und der mit ihm verwandten Sprachen (Análise comparativa do sânscrito e suas línguas relacionadas). Duas outras redações (sobre os "Numerais", 1835) seguiram a publicação da primeira parte da Gramática comparativa.  O antigo eslavo começou a se destacar dentre as línguas comparadas a partir da segunda parte. E. B. Eastwick traduziu a obra para o inglês em 1845. Uma segunda versão em alemão, cuidadosamente revisada (1856-1861), também incluiu o antigo armênio.
Em sua Gramática comparativa, Bopp determinou três objetivos:
1. realizar uma descrição da estrutura gramatical original das línguas, conforme o deduzido de suas intercomparações.
2. traçar suas leis fonéticas.
3. investigar a origem de suas formas gramaticais.

O primeiro e segundo ponto permaneceram dependentes do terceiro. Conforme Bopp baseava sua pesquisa nas melhores fontes disponíveis e incorporava cada nova informação que descobria, seu trabalho continuou a se expandir e se aprofundar enquanto pesquisava, o que pôde ser observado de seus monógrafos no sistema vocálico nas línguas germânicas (1836), nas línguas celtas (1839), no prussiano antigo (1853) e línguas albanesas (Über das Albanesische in seinen verwandtschaftlichen Beziehungen, Viena, 1854), no sotaque em sânscrito e grego (1854), no relacionamento do malaio-polinésio e com as línguas indo-europeias (1840), e nas línguas caucasianas (1846). Nos dois últimos, seu ímpeto como gênio o levou a um erro. Ele é o primeiro filólogo a provar o albanês como língua separada da árvore indo-europeia, uma análise nunca antes desafiada.

### Avaliações
Há críticos que têm acusado Bopp de negligir o estudo das gramáticas nativas do sânscrito, porém, nos primórdio dos estudos em sânscrito as grandes bibliotecas da Europa não possuíam tais materiais para pesquisa; caso contrário, esses materiais teriam chamado a total atenção de Bopp durante anos, enquanto gramáticas como as de Charles Wilkins e Henry Thomas Colebrooke, das quais Bopp derivou seu conhecimento gramatical, faziam uso de gramáticas nativas como base. Outra acusação de que Bopp, em sua Gramática comparativa, deu proeminência indevida ao sânscrito foi refutada por ele mesmo; desde 1820, Bopp deixava claro sua opinião de que frequentemente as línguas cognitivas serviam para esclarecer formas gramaticais perdidas no sânscrito (Anais da literatura oriental), essa era uma opinião que desenvolveu em todas as suas seguintes obras.
A Encyclopædia Britannica (11º edição de 1911) avaliou Bopp e seu trabalho:
As pesquisas de Bopp, tomadas por uma penetração maravilhosa nos detalhes mais mínimos e microscópicos de fenômenos linguísticos, lideraram a abertura de um amplo e distante olhar no assentos originais, nas mais próximas e distantes afinidades, e nos princípios, práticas e utilizações domésticas das antigas nações indo-europeias, e a ciência da gramática comparativa talvez seja originada de sua mais antiga publicação. Como forma de agradecimento e reconhecimento de tal fato, no décimo-quinto aniversário (16 de Maio, 1866) da data do prefácio de Windischmann em seu trabalho, um fundo chamado Die Bopp-Stiftung, para a divulgação do estudo do sânscrito e da gramática comparativa, foi estabelecido em Berlim, no qual foram feitas contribuições de vários pupilos e admiradores de todas as partes do globo. Bopp viveu para ver os resultados de seus esforços aceitos em todo o mundo, e seu nome merecidamente celebrado. Porém, morreu em 23 de Outubro de 1867, na miséria, e sua bondade e altruísmo, sua devoção com a família e amigos, e sua modéstia rara, o tornaram querido por todos que o conheciam.
O estudioso Russell Martineau, que havia estudado sob tutela de Bopp, deu a seguinte homenagem: "Bopp deve, devida ou indevidamente, direta ou indiretamente, ser o educador de todos os que estudam no presente, não essa língua ou aquela língua, mas a língua em si — estudam-na tanto como uma função universal do homem, submetida, como suas outras funções físicas e mentais, para lei e para ordem, ou como desenvolvimento histórico, mantido por uma inacabável sequência de educação de uma forma para outra."
Martineau também escreveu: "Os estudos e publicações de sânscrito de Bopp são as fundações sólidas das quais seu sistema de gramática comparativa foi erguido, e sem isso não poderia ter se aperfeiçoado. Para isso, mais do que mero conhecimento do dicionário sânscrito era necessário. As semelhanças que ele detectou entre o sânscrito e as línguas cognitivas do ocidente existiam na sintaxe, a combinação de palavras na frase e outros elementos que somente a leitura da literatura poderia desvendar, muito mais além do que no mero vocabulário. Como um gramático comparativo ele era muito mais que um estudioso de sânscrito", e também "é uma grande coisa, que ele tenha feito a gramática, anteriormente um labirinto de sutileza indiana, tão simples e atrativo como a do grego ou latim, introduziu o estudo de trabalhos mais simples da literatura do sânscrito e treinou (pessoalmente ou através de seus livros) pupilos que poderiam ir muito mais além, invadir até as partes mais complexas da literatura e tornar o Vedas inteligível. A maior verdade que sua Gramática comparativa estabeleceu foi a das relações mútuas entre as línguas conectadas. Afinidades haviam sido antes observadas entre o latim e alemão, entre o alemão e o eslavo, etc., porém todas as tentativas de provar o parentesco entre eles se encontraram sem sucesso."